# Chiesa di Nostra Signora della Consolazione (Borzonasca)
La chiesa di Nostra Signora della Consolazione è un luogo di culto cattolico situato nel comune di Borzonasca, in via Augusto Raggio, nella città metropolitana di Genova.

## Storia e descrizione

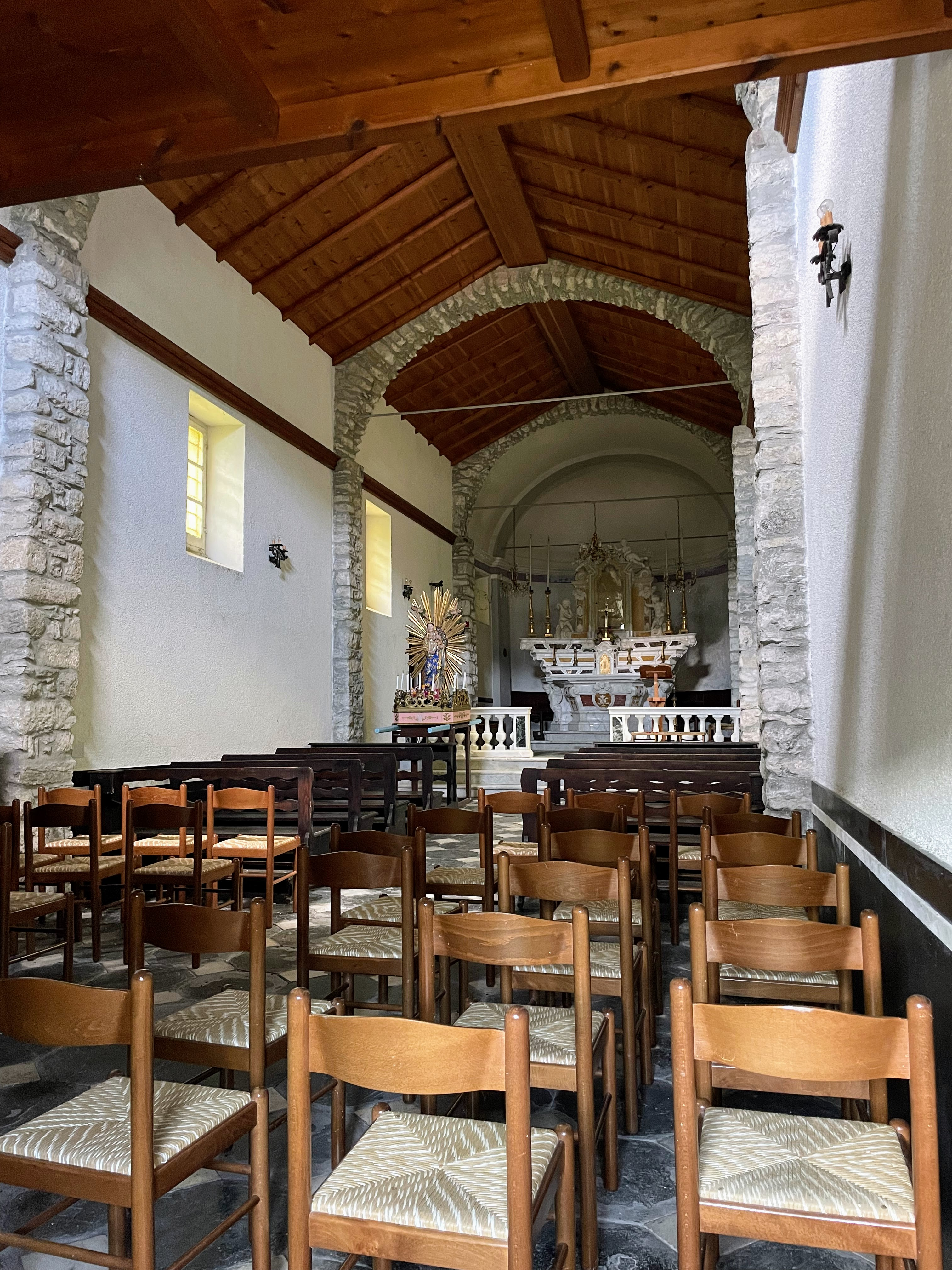
Particolare dell'interno

Localmente è conosciuta come la "Chiesuola" per via delle sue ridotte dimensioni, lungo il tratto finale che del borgo di Borzonasca conduce alla località di Villetto. Secondo le fonti storiche la sua edificazione avvenne nella metà del XV secolo, una lapide marmorea posta in facciata e sopra il portone d'ingresso ne reca la dicitura "1459" o "1469", e anticamente era denominata con il titolo di Nostra Signora della Patarella.
La chiesa presenta una pianta ad unica navata e terminante in un'abside semicircolare. La facciata a salienti è stata realizzata con pietra locale, lasciata a vista, e presenta due piccole aperture: la prima è collocata tra le falde del tetto in asse rispetto al portone di accesso ed è a forma di mezza luna; la seconda, situata a destra del portone, è di forma quadrangolare ed è coronata da un timpano in ardesia con all'interno un bassorilievo. Quest'ultimo raffigura Dio Padre e gli angeli e viene datato dagli storici all'ultimo quarto del Quattrocento.
Anticamente qui era conservata una statua ritraente Nostra Signora della Consolazione che, con le nuove disposizioni napoleoniche di fine Settecento, fu privata dell'originaria corona e di tutti i doni preziosi che la ornavano; abbellimento che poco dopo venne nuovamente realizzato in argento e donato dalla figlia del locale notaio Cesare Marrè, Barbara Marrè.